# 有馬口車站
34°47′48.3″N 135°13′15.5″E / 34.796750°N 135.220972°E
有馬口車站（日语：／ Arimaguchi eki */?）是位於日本兵庫縣神戶市北區，由神戶電鐵所經營的鐵路車站，此站為有馬線與三田線的交會車站。但由於實際上神戶電鐵大部分列車的營運模式為自有馬線新開地車站過來的列車直通運行駛入三田線，反而往有馬溫泉車站方向實際上成為支線在營運，因此從有馬線各站要前往有馬溫泉車站的旅客，通常需在此站換車。
在有馬口與有馬溫泉之間，原本設有新有馬車站，但在1975年6月15日起休業不再停靠列車，2013年2月28日起廢站。

## 歷史
- 1928年11月18日：神戶有馬電氣鐵道（神戶電鐵的前身）有馬線開始營運，當時此站命名為「唐櫃車站」。
- 1947年1月9日：神戶有馬電氣鐵道和三木電氣鐵道合併為神有三木電氣鐵道。
- 1949年4月30日：神有三木電氣鐵道更名為神戶電氣鐵道。
- 1951年3月20日：改名為「有馬溫泉口車站」。
- 1954年9月1日：改名為「有馬口車站」。

## 車站結構

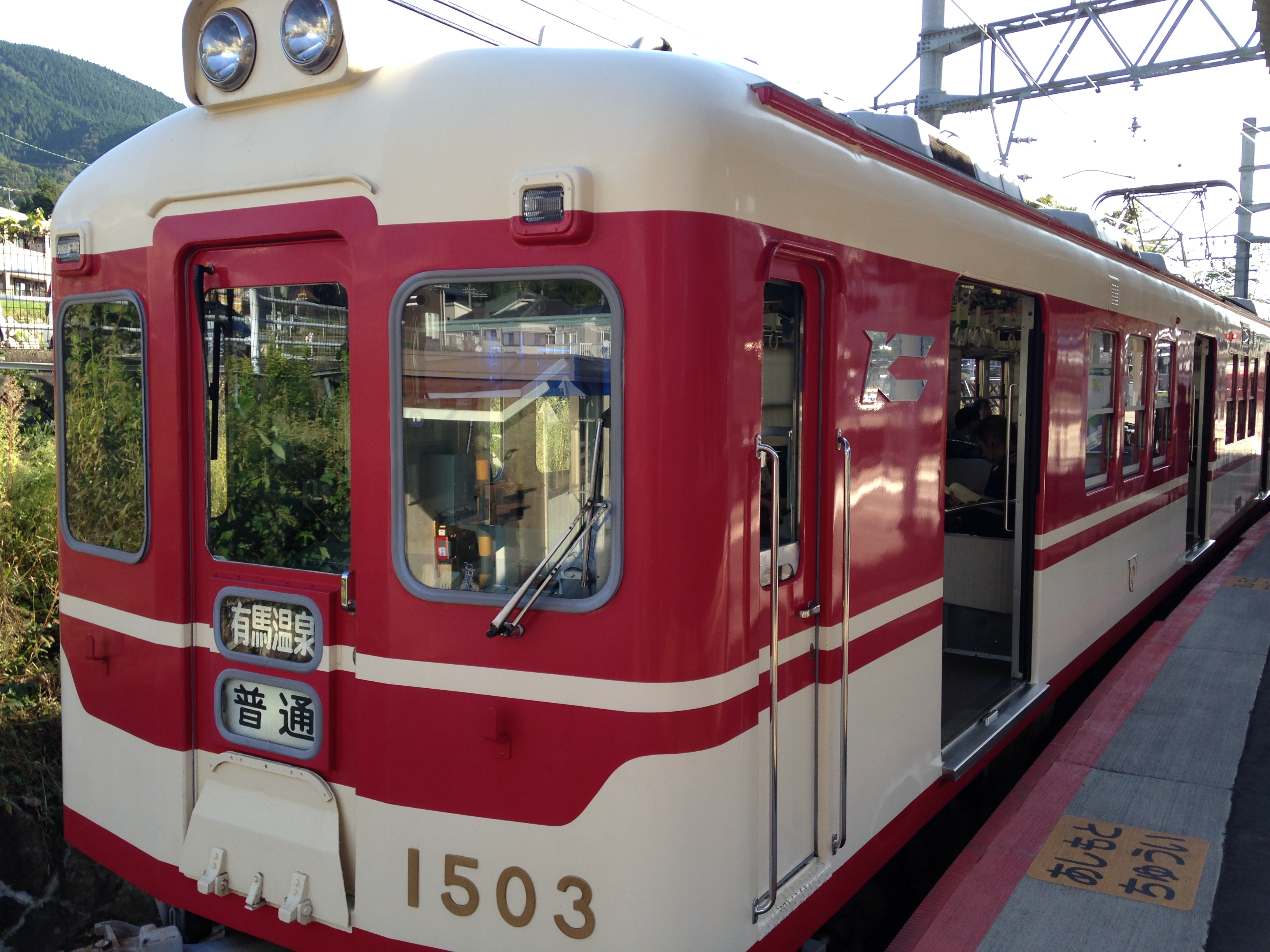
自有馬口車站預備駛往有馬溫泉的列車

### 月台配置
| 月台 | 路線   | 目的地                                        |
| ---- | ------ | --------------------------------------------- |
| 1    | 三田線 | 三田・木城中央方向                            |
| 2    | 有馬線 | 有馬溫泉方向（僅早晨及傍晚時段）              |
| 3    | 有馬線 | 新開地方向 （新神戶、地下鐵三宮可在谷上轉乘） |
| 4    | 有馬線 | 有馬溫泉方向                                  |
| 4    | 有馬線 | 新開地方面（僅早晨及傍晚時段）                |

## 相鄰車站
神戶電鐵
 有馬線
■準急、■普通
唐櫃台（KB14）－有馬口（KB15）－有馬溫泉（KB16）
 三田線
■特快速
通過
■急行、■準急、■普通
唐櫃台（KB14）（有馬線）－有馬口（KB15）－五社（KB21）

## 外部連結
- 有馬口 - 神戶電鐵